# منطقه باد افشان (رودان)
 منطقهٔ باد افشان  (رودان) واقع در بخش مرکزی 
از توابع شهرستان رودان در استان هرمزگان و یکی از نقاط دیدنی استان هرمزگان در جنوب ایران است.
«منطقه تاریخی باد افشان» یکی از آثارهای تمدن و باستای شهرستان رودان (دِهبارز) است، سنگ نبشته‌های باد افشان، درمنطقه‌ای به همین نام و در فاصله ۱۵کیلومتری شمال شهرستان رودان بر روی سنگ‌های ستبر کلماتی با خط میخی و نقاشی‌های بدیع وجلوه‌گری نگاشته شده که به عقیده کارشناسان، بازگشتی به دوران تمدن ایلامی دارد. این منطقه در قلمرو گردشگری شهرستان رودان به‌شمار می‌آید.

## منبع
- زنده دل، دستیاران، حسن. (مجموعه کتابهای راهنمای جامع ایرانگردی استان هرمزکان)  ج۱. چاپ وانتشار سال ۱۹۹۸ میلادی.